# Grace Ayuba
Grace Ayuba (* 3. November 2002) ist eine nigerianische Radsportlerin.

## Sportlicher Werdegang
2020 wurde Grace Ayuba vierfache Junioren-Afrikameisterin, in Sprint, Keirin, Scratch und Punktefahren. Im 500-Meter-Zeitfahren errang sie Silber und im Omnium Bronze. Im Jahr darauf wurde sie gemeinsam mit Ese Ukpeseraye, Tawakalt Yekeen und Mary Samuel Afrikameisterin in der Mannschaftsverfolgung.
Im selben Jahr qualifizierte sich erstmals ein nigerianischer Frauen-Vierer für Bahnweltmeisterschaften, die 2021 im französischen Roubaix stattfanden. Vor der Abreise nach Frankreich wurden die Sportlerinnen von der französischen Botschafterin in Nigeria,  Emmanuelle Blatmann, empfangen, die ihnen zur Qualifikation gratulierte, die den „Aufschwung des Sports im Land und die Begeisterung zeige, die er bei der Jugend hervorruft, sowie die zunehmend aktive Rolle der Frauen“.
Der Vierer mit Ayuba in seinen Reihen belegte bei seinem WM-Debüt den neunten und letzten Platz, konnte mit diesem Resultat aber Punkte für die Qualifikation zu den Olympischen Spielen 2024 in Paris sammeln. 2022 wurde sie Afrikameisterin im Teamsprint (mit Ese Ukpeseraye und Tawakalt Yekeen), im 500-Meter-Zeitfahren errang sie Silber.

## Erfolge
2020
- Junioren-Afrikameisterin – Sprint, Keirin, Scratch, Punktefahren
- Junioren-Afrikameisterschaft – 500-Meter-Zeitfahren
- Junioren-Afrikameisterschaft – Omnium

2021
- Afrikameisterin – Mannschaftsverfolgung (mit Ese Ukpeseraye, Tawakalt Yekeen und Mary Samuel)

2022
- Afrikameisterin – Teamsprint (mit Ese Ukpeseraye und Tawakalt Yekeen)
- Afrikameisterschaft – 500-Meter-Zeitfahren

2024
- Afrikameisterschaft – Zeitfahren, Teamsprint (mit Tawakalt Yekeen und Tombrapa Gladys Grikpa), Mannschaftsverfolgung (mit Tawakalt Yekeen, Tombrapa Gladys Grikpa und Patience Effiong Otoudung)

2025
- Afrikameisterschaft – Teamsprint (mit Ese Ukpeseraye und Mary Samuel), Mannschaftsverfolgung (mit Ese Ukpeseraye, Mary Samuel und Patience Otuodung)